# John Sholto Douglas
John Sholto Douglas, 9è marqués de Queensberry, va ser un noble escocès, fill d'Archibald William Douglas, 8è marquès de Queensberry i Caroline Margaret Clayton. Nascut a Florència, Itàlia, el 20 de juliol de 1844, va morir a Londres, Anglaterra, el 31 de gener de 1900.
És recordat principalment com el creador de les normes de la boxa moderna, més conegudes com les Normes del marquès de Queensberry.

## Biografia
Douglas es va educar en l'escola naval illustrious i Britannia a Portsmouth, va servir a la Royal Navy des-de el any 1859 fins 1864.
En el 1864, Douglas va ingressar a Magdalene College, Cambridge, però ho va abandonar dos anys després sense obtenir el títol.
Entre el 1869 i el 1871 va ser nominat tinent coronel en el comandament del 1r fuseller de Dumfriesshire.
En el 1866 es va casar amb Sibyl Montgomery, amb la qual van tenir quatre fills i una filla, el fill més gran Francis, Vizconde Drumlanrig, el segon fill Lord Percy Douglas que va heretar el títol nobiliari, i el tercer fill Lord Alfred Bosie Douglas, que va ser l'amant del autor i dramaturg Oscar Wilde. En el 1887 es van divorciar després que Sibyl denuncia a Douglas per adulteri.
Douglas era un entusiasta dels esports sobretot de la boxa, Al 1866 va ser un dels fundadors de l’Amateur Athletic Club més conegut ara com, la associo Atletica Amateur de Anglaterra. Las ja conegudes Normes del marquès de Queensberry van ser redactades per John Graham Chambers. Però van ser patrocinades per Douglas, i per tant van deixar de ser conegudes pel nom del seu autor original.
Les normes establien que el ring havia de mesurar 7,3 metres quadrats, els assalts no podien durar més de tres minuts, amb un minut de descans entre cadascun i que el boxejador que caigués a terra o es posés de genolls no podian estar en aquella posició més de deu segons.
Douglas el febrer de 1895 va tindre una disputa amb el escriptor i dramaturg Oscar Wilde, debut a la aparent relació homosexual que Wilde tenia amb Lord Alfred Douglas. Enfadat Douglas deixa una targeta al club de Wilde que deia «Per Oscar Wilde, fent-se passar per Somdomite» Wilde va demandar a Douglas per difamació. I va portar a la detenció de Douglas.
Judici que va acabar guanyant Douglas deixant a Oscar Wilde en fallida per les grans despeses que va gasta en advocats i detectius privats per la seva defensa. Els béns de Wilde van ser confiscats i venuts en subhastats per pagar la reclamació. Wilde va ser condemnat a 2 anys de treballs forçats.